# Рэйди, Майкл
Майкл Рэйди (англ. Michael Rady; род. 20 августа 1981 года) — американский актёр, наиболее известный по роли Джоны в сериале «Мелроуз-Плейс».

## Биография
Майкл Рэйди родился в Филадельфии, учился в школе «St. Joseph’s Prep», иезуитской школе, известной своей актёрской программой.

## Личная жизнь
Рэйди женат на Рейчел Кемери, их сын Эллингтон родился 21 июля 2012 года.

## Карьера
Актёрский дебют состоялся в фильме «Джинсы-талисман» в роли Костаса Донаса. Кроме того, актёр снялся в небольшой роли в фильме «Спасатель». Рэйди также снялся в независимом фильме «InSearchOf».
Майкл сыграл в сериале канала «CBS» под названием «Город свингеров», исполнив роль преподавателя философии Дага Стивенса. Появился в роли приглашённой звезды в сериале «Университет», сыграв Макса Тайлера.
В 2009 году получил роль Джоны Миллер в сериале «Мелроуз-Плейс», снявшись в 18 эпизодах сериала.
С осени 2012 по февраль 2013 года в эфир выходили серии нового шоу «Доктор Эмили Оуэнс», где Майклу досталась одна из главных мужских ролей — роль доктора Майки Барнса.

## Фильмография

### Кино
- 2005: Джинсы-талисман / The Sisterhood Of The Traveling Pants — Костас
- 2006: Спасатель / The Guardian — Ник Зингаро
- 2008: Джинсы-талисман 2 / The Sisterhood Of The Traveling Pants 2 — Костас
- 2008: Поиск / InSearchOf — Джек
- 2011: Дж. Эдгар / J. Edgar — Агент Джонс
- 2012: Случайные встречи / Random Encounters — Кевин
- 2013: Кровные узы / Blood Relative — Уэйд

### Телевидение
- 2006: Узнай врага / Sleeper Cell (Джейсон) — 4 эпизода
- 2007: CSI: Место преступления — Нью-Йорк / CSI: NY (Кевин Мюррэй) — 1 эпизод
- 2007: Скорая помощь / ER (Брайан Моретти) — 3 эпизода
- 2008: Город свингеров / Swingtown (Даг Стивенс) — 13 эпизодов
- 2008—2009: Университет / Greek (Макс Тайлер) — 14 эпизодов
- 2009: Анатомия страсти / Grey’s Anatomy (2009) — 1 эпизод
- 2009: Ищейка / The Closer (Сэм Лински) — 1 эпизод
- 2009—2010: Мелроуз-Плейс / Melrose Place (Джона Миллер) — 18 эпизодов
- 2010: Медиум / Medium (Лиам МакМанус) — 1 эпизод
- 2010: Касл / Castle (Эван Мёрфи) — 1 эпизод
- 2011: Счастливый конец / Happy Endings (Джон) — 1 эпизод
- 2011: Дерзкие и красивые / The Bold & The Beautiful (Форрестер Кришонс) — 1эпизод
- 2011—2012: Менталист / The Mentalist (Лютер Уэйнрайт)
- 2012: Дом лжи / House Of Lies (Уэс Спенсер) — 3 эпизода
- 2012: Доктор Эмили Оуэнс
- 2014: Разведка/Искусственный интеллект
- 2017: Люцифер (телесериал) / Chloe Does Lucifer (Мак Слейтер)